# Tyberiusz Petasius
Tyberiusz Petasius (zm. 730) – bizantyński uzurpator w latach 729-730 w Italii. 

## Życiorys
Niewiele wiadomo o jego życiu. Był uzurpatorem na terenie egzarchatu Rawenny. Jego bunt był wyrazem sprzeciwu wobec ikonoklastycznej polityki cesarz Leona III. Próba przeniesienia rebelii do Grecji nie powiodła się. Uzurpacja Tyberiusza została stłumiona przez egzarchę Eutychiusza. Jego głowę wysłano Leonowi III w prezencie. 